# Belgique au Concours Eurovision de la chanson 2021
La Belgique est l'un des trente-neuf pays participants du Concours Eurovision de la chanson 2021, qui se déroule à Rotterdam aux Pays-Bas. Le pays est représenté par le groupe Hooverphonic et leur chanson  The Wrong Place, sélectionnés en interne par le diffuseur belge néerlandophone VRT. Le pays se classe 19e avec 74 points lors de la finale.

## Sélection
Le diffuseur belge néerlandophone VRT annonce sa participation à l'Eurovision 2021 le 20 mars 2020, soit deux jours après l'annulation de l'édition 2020. Le pays confirme dès lors la reconduction du groupe Hooverphonic comme représentants du pays. C'est le 4 mars 2021 que le titre du groupe, The Wrong Place, est présenté au public.

## À l'Eurovision
La Belgique participe à la première demi-finale du 18 mai 2021. Elle s'y classe 9e avec 117 points, se qualifiant donc pour la finale. Lors de celle-ci, elle termine à la 19e place avec 74 points.